# スタディー
株式会社スタディー（英: Study Co., Ltd.）は、東京を拠点にホテル事業を行っている企業で。カラオケ店チェーン『歌広場』やパチンコ店などを経営する、株式会社クリアックスの関連企業であり、関東地方を中心に観光ホテルを多数経営していた。2014年10月に株式会社伊東園ホテルズを分社化すると、以降は伊東園ホテルズの株式および不動産（各ホテル）保有を行う管理会社として存続している。
ペット火葬事業を行っているスタディー工業株式会社（東京都板橋区）とは、無関係。

## 概要
2002年に買収した伊東園ホテルを手始めとして、伊豆半島地域を主力に格安ホテルチェーンを展開している。主に経営不振で廃業したホテルを傘下に収める手法で、観光客を自社系列のホテルへと誘致している。2008年3月には、湯の川観光ホテル（北海道函館市）をバンダイナムコホールディングス傘下のナムコより取得した。
設立当初からの主事業であった、カラオケ店やインターネットカフェ経営は、関連会社である株式会社クリアックスに移管されている。
2014年10月以降、伊東園ホテルズの運営は会社分割して設立した『株式会社伊東園ホテルズ』によって行われており、不動産及び株式を管理している。

## 社名
創業者、李支宗の考える「仕事は勉強（スタディ）に通じる」、から。